# Alexander J. B. Zehnder
Alexander Jakob Boris Zehnder (* 21. Februar 1946 in Goldach SG; heimatberechtigt in Zürich) ist ein Schweizer Mikrobiologe, sein Spezialgebiet ist die Umweltmikrobiologie. 

## Leben
Alexandre J. B. Zehnder studierte an der ETH Zürich Naturwissenschaften und beendete das Grundstudium 1971. Anschliessend war er bis 1973 als Berater der Weltgesundheitsorganisation (WHO) in Rabat, Marokko tätig. 1976 schloss er mit dem Doktorat Oekologie der Methanbakterien bei Karl Wuhrmann an der Abteilung Naturwissenschaften der ETHZ ab. Nach zwei Jahren als wissenschaftlicher Mitarbeiter am Department of Bacteriology an der University of Wisconsin, Madison, übernahm er eine Assistenzprofessur am Department of Civil Engineering an der Stanford University in Stanford (Kalifornien). Nach zwei Jahren als wissenschaftlicher Adjunkt an der Eawag in Dübendorf und als Lehrbeauftragter der ETH und Universität Zürich wurde er 1982 als Professor für Mikrobiologie an die Landwirtschaftliche Universität in Wageningen berufen und leitete dort das Institut für Mikrobiologie. 1994 wurde er zum ordentlichen Professor für Umweltbiotechnologie an der ETH Zürich und als Direktor der Eawag gewählt. Von Juli 2004 bis Ende 2007 war er Präsident des ETH-Rates. Ende Mai 2008 erfolgte der Übertritt in den Ruhestand.
Laut Google Scholar kommt er auf einen h-Index von 105.

## Mitgliedschaften und Ehrungen
- 1990: Mitglied der Königlichen Akademie der Wissenschaften der Niederlande
- 1994: Ehrendozent der US Association of Environmental Engineering Professors
- 1996: Environmental Education Award, Society of Environmental Toxicology and Chemistry (SETAC)
- 1996: Ehrendozent der Fondation Universitaire Luxembourgeoise, Arlon
- 1998: Ehrendoktorwürde der University Henri-Poincaré, Nancy, Frankreich
- 1999: Mitglied der Russian Academy of Sciences
- 1999: Mitglied der Schweizerische Akademie der Technischen Wissenschaften[1]
- 2019: Mitglied der Academia Europaea[4]

Ausserdem war er im Advisory Board der Zeitschriften Environmental Science and Technology und Gaja sowie Mitherausgeber verschiedener wissenschaftlicher Zeitschriften.